# Nel continente nero
Nel continente nero è un film italiano del 1992 diretto da Marco Risi.

## Trama
Il giovane dirigente Alessandro Benini, allo scopo di spiegare il funzionamento di un suo brevetto telefonico, che consente l'ascolto della propria segreteria telefonica in altro luogo, riceve un messaggio dalla madre che gli comunica che suo padre Alfonso, che Alessandro non vede da molti anni, è morto in Kenya. I partecipanti alla dimostrazione si congedano alternando complimenti a condoglianze.
Questi parte alla volta di Mombasa con la fidanzata Irene, e raggiunta Malindi (una città sull'Oceano Indiano dove vive una numerosa colonia di italiani capitanata dal losco faccendiere Colombo), assiste al funerale del padre e conosce il missionario locale, Don Secondino. Indagando sulla causa della morte, Alessandro scopre così che suo padre è deceduto in un incidente di volo, avvenuto di notte, perché le luci del piccolo aeroporto erano spente, inoltre scopre che il padre possedeva una villa e delle piantagioni, ma aveva anche molti debiti e per questo motivo il capo della polizia locale gli sequestra il passaporto, in attesa che questi vengano sanati. In un susseguirsi di sorprese, Alessandro viene a sapere anche di "particolari" amicizie che il padre coltivava, tra le quali spiccava soprattutto quella con l'imprenditore dalla dubbia onestà Fulvio Colombo, personaggio ambiguo e una sorta di boss del luogo con le mani "in pasta" ovunque, nonché ex socio in affari proprio del defunto Alfonso Benini. Colombo si offre di aiutare Alessandro tramite un avvocato locale, ma in realtà vuole solamente appropriarsi della villa e delle piantagioni appartenute al suo ex socio. La disavventura del giovane sembra non avere fine, finché, rendendosi conto delle vere intenzioni di Fulvio, e sospettando pure un coinvolgimento dello stesso nell'incidente che ha causato la morte del padre, accetta di cedergli tutte le proprietà paterne pur di poter finalmente ripartire per l'Italia.
Il giorno della partenza di Alessandro, Fulvio lo prega di seguirlo in un luogo di antiche rovine e, come un posseduto, con sguardo da folle, Fulvio propone ad Alessandro di rimanere e di aiutarlo nella rinascita di questa "città perduta"; nella foga sposta delle grosse pietre e sotto una di esse appare un serpente mamba, la cui mortale pericolosità - stando a ciò la gente del posto gli ha raccontato - è tale da causare con un solo morso la morte istantanea, giusto il tempo di fare non più di sette passi. Fulvio viene appunto morso dall'animale e, istintivamente, comincia a camminare, riuscendo a fare 8 passi, per poi accasciarsi al suolo e sussurrare, prima di morire, "hai visto? ne ho fatti 8... ho fregato anche lui!".